# 四川舌喙兰
四川舌喙兰（学名：Hemipilia amesiana）为兰科舌喙兰属下的一个种。

## 扩展阅读
- 維基物種上的相關：四川舌喙兰